# 다카오카군

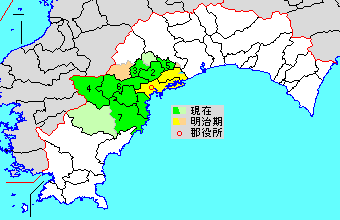
고치현 다카오카군의 위치

다카오카군(일본어: 高岡郡, たかおかぐん)은 일본 고치현(도사국)의 군이다.
인구 47,534명, 면적 1,527.4km², 인구밀도 31.1명/km².(2025년 3월 1일, 추계인구)
이하 6정 1촌으로 구성된다.
- 오치정(越知町)
- 사카와정(佐川町)
- 쓰노정(津野町)
- 유스하라정(檮原町)
- 나카토사정(中土佐町)
- 시만토정(四万十町)
- 히다카촌(日高村)

## 역사
- 2005년 2월 1일 - 히가시쓰노 촌·하야마 촌이 합병해 쓰노 정이 성립하였다.
- 2005년 8월 1일 - 니요도 촌이 아가와군 이케가와 정·아가와 촌과 합병해 아가와 군 니요도가와 정이 성립, 군에서 이탈하였다.
- 2006년 1월 1일 - 나카토사 정·오노미 촌이 합병해 나카토사 정이 성립하였다.
- 2006년 3월 20일 - 구보카와 정이 하타군 다이쇼 정·도와 촌과 합병해 시만토 정이 성립하였다.